# Marco Padrão
O Marco Padrão é um monumento localizado no município brasileiro de São Vicente e que homenageia o quarto centenário da fundação do município, então chamado de "Vila de São Vicente". O marco é composto por um fuste – bastão – cilíndrico, símbolo da imortalidade, que recebe, no topo, um prisma quadrilátero, com quatro escudos: de Portugal Quinhentista, de Martim Afonso de Souza, da Ordem de Cristo e da Pátria Brasileira. O marco está instalado no ilhéu chamado de Pedras do Mato, defronte à Biquinha de Anchieta, cenário no qual o padre evangelizador que dá nome à biquinha catequizava os índios, era ligado ao sopé do Morro dos Barbosas.

## Histórico
Foi inaugurado como monumento em 19 de março de 1933.